# Diomedes Lake
Der Diomedes Lake (englisch; bulgarisch езеро Диомед esero Diomed) ist ein in südost-nordwestlicher Ausrichtung 480 m langer, 112 m breiter und 4,55 Hektar großer See auf der Livingston-Insel im Archipel der Südlichen Shetlandinseln. Auf der Byers-Halbinsel liegt er 4,67 km südöstlich des Essex Point und 1,8 km westnordwestlich des Varadero Point. Im Süden wird er vom Penca Hill, im Nordwesten vom Enrique Hill überragt. Von der Barclay Bay trennt den See ein zwischen 16 und 40 m breiter Landstreifen.
Die bulgarische Kommission für Antarktische Geographische Namen benannte ihn 2020 nach dem thrakischen König Diomedes aus der griechischen Mythologie.